# Marder I
 (janvier 2016).
Si vous disposez d'ouvrages ou d'articles de référence ou si vous connaissez des sites web de qualité traitant du thème abordé ici, merci de compléter l'article en donnant les références utiles à sa vérifiabilité et en les liant à la section « Notes et références ».
Pour les articles homonymes, voir Marder.
Le Marder I (Sd. Kfz. 135) était un chasseur de chars allemand de la Seconde Guerre mondiale, armé d’un canon antichar de 75 mm.   
La plupart des Marder I furent construits sur la base de la chenillette Lorraine 37L, tracteur d’artillerie et transporteur de troupes blindé dont les Allemands avaient pu saisir plus de trois cents exemplaires après la défaite de la France en 1940.

## Histoire
Dès le début de l’opération Barbarossa, la Wehrmacht avait senti le besoin de mettre en place une arme antichar plus puissante et plus mobile que les canons antichars remorqués ou que les chasseurs de chars autotractés tels que le Panzerjäger I. Ce besoin devint crucial à la fin de 1941 avec la réorganisation et l'utilisation des modèles soviétiques supérieurs, les T-34 et KV-1, survivants des blindés russes parce que de conception redoutable (blindage incliné, calibre de l'arme principale, etc.), et désormais adversaires exclusifs des blindés allemands alors que la bataille de Moscou s'annonce.
À titre de solution intermédiaire, on décida d’utiliser des chars à la conception dépassée comme le Panzer II et des véhicules capturés comme la chenillette Lorraine 37L comme base pour construire des expédients de chasseurs de chars. Il en résulta la série des Marder, qui étaient armés soit du canon antichar de 75 mm PaK 40 ou du canon russe de 76,2 mm dont de nombreux exemplaires avaient été pris à l’ennemi.

## Développement
Le Marder I fut développé en mai 1942 et portait le canon antichar 75 mm PaK 40 sur un châssis Lorraine. La superstructure originale destinée au logement de l’équipage en avait été ôtée et le canon était placé sur le châssis. Autour du canon, on construisit un nouveau compartiment dépourvu de toit ne procurant aucune protection contre les armes de petit calibre.
Entre juillet et août 1942, 170 Marder I furent construits sur le châssis Lorraine. Plusieurs autres types de chars français ou polonais furent également convertis en Marder I, notamment les Hotchkiss H-39 et FCM 36, bien qu’ils n’aient été convertis qu’à peu d’exemplaires.

## Engagements

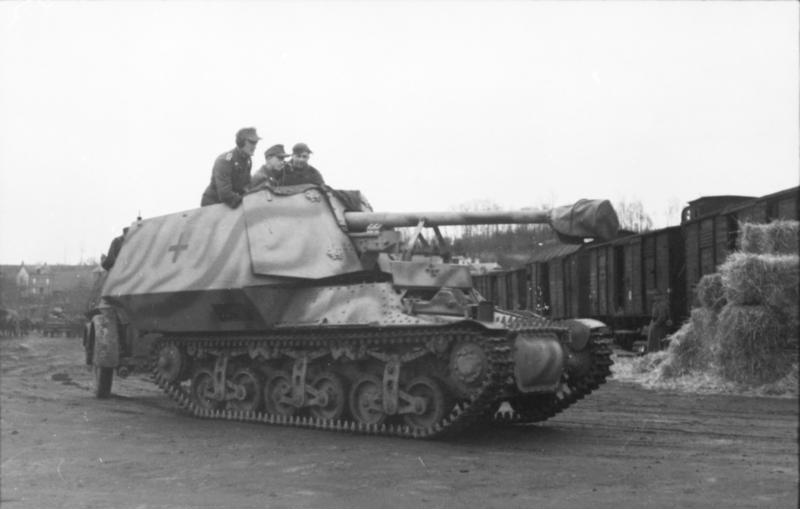
Marder I à l'ouest en 1943.

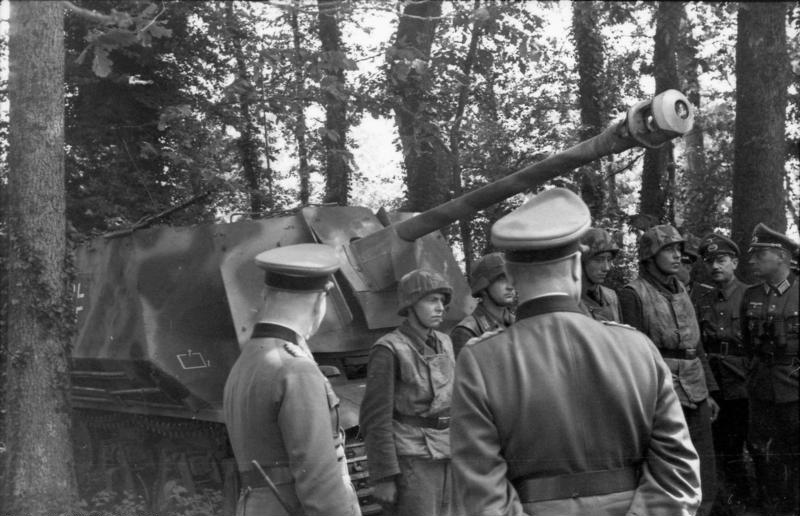
Erwin Rommel devant un Marder I de la 21. Panzer-Division en Normandie en 1944.

Les premiers Marder construits sur la base de châssis Lorraine furent envoyés sur le front de l’Est en 1942 pour y être utilisés dans les unités de Panzerjäger (chasseurs de chars) ou dans les divisions d’infanterie.
Le tableau ci-dessous donne une liste de divisions d’infanterie connues pour avoir utilisé le Marder I sur le front russe ainsi que les périodes au cours desquelles elles l’utilisèrent[réf. nécessaire].
| Division              | Bataillon                  | Période          |
| --------------------- | -------------------------- | ---------------- |
| 31e Div. d’inf.       | Pz. Jg.Abt.31              | Août 42 - Déc 43 |
| 35e Div d’inf.        | 2.Kp./Pz. Jg.Abt.35        | Sep 42 - Déc 43  |
| 36e Div. d’inf. (mot) | 4.Kp./Pz. Jg.Abt.38        | Oct 42 - Juin 43 |
| 72e Div. d’inf.       | 3.Kp./Pz. Jg.Abt.72        | Sep 42 - Déc 43  |
| 206e Div. d’inf.      | 1./Pz. Jg.Schnelle-Abt.206 | Jan 43 - Déc 43  |
| 256e Div. d’inf.      | 5./Pz. Schnelle-Abt.256    | Nov 42 - Avr 44  |